# Dead Space 2
Dead Space 2 – komputerowy survival horror wyprodukowany przez firmę Visceral Games i wydany przez Electronic Arts na platformy Microsoft Windows, PlayStation 3 oraz Xbox 360. Premiera gry w Polsce odbyła się 28 stycznia 2011 roku. 30 stycznia 2011 roku szef EA Games, Frank Gibeau, powiedział, iż Dead Space 2 sprzedaje się jeszcze lepiej niż pierwsza część tytułowej serii.

## Fabuła
Trzy lata po wydarzeniach z Dead Space inżynier Isaac Clarke trafia do miasta The Sprawl położonego na jednym z księżyców Saturna. Miasto właśnie jest na skraju zagłady spowodowanej przez atak Nekromorfów. Isaac musi znów stawić im czoło, ale nie tylko im – Isaaca męczą wspomnienia z USG Ishimura i różne wizje, poza tym rząd postanawia go ścigać z powodu Znaku.

## Kontrowersje
Visceral Games w ramach promocji gry stworzyło kampanię reklamową składającą się z filmów pokazujących reakcje matek po zobaczeniu fragmentów gry. Hasło reklamowe kampanii to Twoja mama tego nienawidzi.
Kontrowersje związane z Dead Space 2 wywołał polski oddział firmy EA Games decyzją o niespolonizowaniu gry. EA Games oświadczyła, że decyzja jest nieodwołalna. W porównaniu do drugiej odsłony serii, pierwsza część została wydana z polskimi napisami.